# Parafia św. Andrzeja Apostoła w Komornikach
Parafia Świętego Andrzeja Apostoła w Komornikach – rzymskokatolicka parafia w Komornikach, należy do dekanatu komornickiego. Powstała w XIII wieku. Kościół parafialny oraz plebania mieszczą się przy ulicy Kościelnej.